# Gorilla Grodd
Gorilla Grodd is een fictieve superschurk uit de strips van DC Comics. Hij is voornamelijk een tegenstander van de superheld the Flash.

## Biografie
Gorilla Grodd behoort tot een ras van super intelligente en telepathisch begaafde gorilla's, uit een verborgen stad in Afrika. Aanvankelijk was hij een normale gorilla, maar hij en zijn groep kregen hun intelligentie van een alien. Toen een expeditieteam hun verborgen stad ontdekte, dwong Grodd hen om de alien te vermoorden zodat hij zelf het leiderschap over de stad kon overnemen. Solovar, een andere intelligente Gorilla, riep telepathisch de hulp in van Barry Allen, alias The Flash. Flash versloeg Grodd. Dit betekende het begin van een lange vijandschap tussen de twee.
Grodd is lid geweest van verschillende teams van superschurken, waaronder de anti-Teen Titans groep Tartarus, de Injustice League en de Secret Society of Super Villains.
Een van Grodds grootste plannen was het vermoorden van Solovar en de gehele populatie van Gorilla City aanzetten tot een oorlog met de mensheid. Grodd was tevens verantwoordelijk voor het feit dat Flash’ vriend Zolomon veranderde in de schurk Zoom. Verder schakelde hij eigenhandig vrijwel het hele Ultramarine Corps uit.
Grodd staat in het DC Universum inmiddels op de derde plaats van ‘s werelds meest gezochte schurken. Hij heeft niet minder dan 18 keer geprobeerd de hele mensheid uit te roeien.

## Krachten en vaardigheden
Grodd beschikt over grote fysieke krachten. Hij is sterker dan een normale gorilla, en derhalve vele malen sterker dan een mens.
Daarnaast beschikt hij over psionische krachten. Hij kan gedachten lezen, andere wezens onder zijn controle plaatsen, mentale aanvallen uitvoeren en zijn bewustzijn overbrengen op andere lichamen.
Grodd is ten slotte een wetenschappelijk genie. Hij heeft kennis over geavanceerde technologie die hij geregeld voor zijn eigen uitvindingen gebruikt.

## In andere media
- Gorilla Grodd was lid van de Legion of Doom in de serie Challenge of the Super Friends.

- Gorilla Grodd werd even genoemd in de serie Flash TV series, in de aflevering  "Deadly Nightshade". Hij verschijnt echter niet in beeld.

- Gorilla Grodd was een regelmatig terugkerende vijand in de series Justice League en Justice League Unlimited, waarin zijn stem werd gedaan door Powers Boothe.

- In de live-action serie The Flash is in de pilot een kooi te zien waar duidelijk iets uit ontsnapt is, met een bord waarop de naam "Grodd" is geschreven. In een flashback in de aflevering "Plastique" is Grodd even te zien. Hij wordt hier door generaal Wade Eiling gebruikt als proefdier voor het ontwikkelen van mentale vaardigheden voor ondervragingen. In de aflevering  "Crazy for You" stuiten twee bouwvakkers op een stuk rioolpijp waar de naam  "Grodd" overal op de muur geschreven is. Niet veel later worden ze aangevallen door een grote aap, vermoedelijk Grodd zelf. Later ontvoert Harrison Wells generaal Eiling naar het riool. Hier onthult hij de Reverse-Flash te zijn en laat hij Grodd Eiling aanvallen. In "Grodd Lives" komt Barry voor het eerst in conflict met Grodd, die over meerdere psychische krachten blijkt te beschikken en duidelijk steeds slimmer wordt. Aan het eind van de aflevering wordt hij aangereden door een trein, maar overleeft dit.